# Мадина (мечеть, Уфа)
Мадина (баш. Мәдинә мәсете) — мечеть в Уфе. Находится в Дёмском районе города по адресу Гатчинская улица, 1.

## История мечети
В Дёмском районе Уфы до последнего времени была только небольшая районная мечеть, которая не могла вместить всех желающих. Поэтому был актуальным вопрос строительства новой мечети. Мечеть «Мадина» была заложена осенью 2010 года на пустыре в частном секторе Дёмы. Её строительство велось в течение трёх лет фирмой ООО «Дорстрансстрой». Средства на возведение мечети собирались за счёт пожертвований верующих и на иные привлечённые средства. Значительный вклад в постройку мечети принадлежит председателю попечительского совета мечети и председателю Совета директоров ООО «Дорстрансстрой» Марату Латыпову.
Материалом для строительства мечети послужили блоки «Бессер». Внутреннее оформление мечети выполнили художники из Самарканда и резчики по дереву из Каира, остальные оформительские работы были сделаны работниками из Уфы.
Торжественное открытие мечети состоялось 21 октября 2013 года и было приурочено к 225-летнему юбилею Центрального духовного управления мусульман России. На мероприятии присутствовал Верховный муфтий России Талгат Таджуддин, а также зарубежные гости, в том числе муфтий Стамбула Рахми Яран, министр религиозных дел Индонезии Сурадхорм Али, Председатель Международной организации Исламского согласия Хамит Ирен-афанди и другие.
Здание мечети достигает в высоту 49 м. Оно имеет 4 минарета, высота самого высокого из них составляет 10 м. Вместимость мечети — 600 человек.